# AirPrint
AirPrint è una tecnologia sviluppata dalla Apple Inc., per i suoi sistemi operativi iOS, iPadOS e macOS, in grado di stampare tramite Wi-Fi.
Non è da confondere con AirPlay.

## Requisiti
- È possibile inviare i dati direttamente a una stampante compatibile con AirPrint;
- È possibile anche inviare i dati a una stampante non compatibile condivisa in una rete;
- AirPrint non necessita di driver specifici;
- La stampante deve essere collegata alla rete Wi-Fi[2], perciò è necessario disporre di un access point. Questo è un requisito fondamentale, ma è sufficiente utilizzare per esempio il router casalingo.

## Funzioni
AirPrint dispone delle funzioni elencate di seguito:
- rilevazione semplice;
- selezione automatica del supporto;
- opzioni di rifinitura di livello enterprise.

## Storia
Dopo le lamentele degli utenti che non erano in grado di stampare utilizzando il loro iPhone o iPad, il fondatore di Apple, Steve Jobs, fece sapere che a breve sarebbe arrivata la possibilità di stampare attraverso i dispositivi mobili.
Con iOS 4.2, venne introdotto AirPrint, offrendo, per la prima volta, agli iPhone e iPad la possibilità di stampare. AirPrint venne poi pubblicato anche sui Mac con OS X Lion.
Al suo lancio, solo 20 stampanti erano compatibili con questo servizio. In luglio 2014, il numero è aumentato fino a 1.000.